# Bass River
Bass River är ett vattendrag i Australien. Det ligger i delstaten Victoria, omkring 87 kilometer sydost om delstatshuvudstaden Melbourne.
Trakten runt Bass River består till största delen av jordbruksmark. Genomsnittlig årsnederbörd är 1 245 millimeter. Den regnigaste månaden är maj, med i genomsnitt 158 mm nederbörd, och den torraste är januari, med 49 mm nederbörd.